# Grobův útok
Grobův útok je nepravidelné šachové zahájení, klasifikované pod ECO A00. První pokusy s počátečním tahem 1.g4 byly již v 19. století, zejména berlínským šachistou Carlem Ahlhausenem. Proslavil a propracoval ho však především švýcarský mezinárodní mistr a korespondenční šachista Henri Grob, po němž i systém nese jméno. Jedná se o zahájení, jež se na nejvyšší úrovni nehraje vůbec a na nižších úrovních málokdy. Zejména proto že tah g4 značně oslabuje okolí krále, neobsazuje centrum a vývin bělopolného střelce jde připravit i méně riskantními tahy jako 1.e4 nebo 1.g3.